# Imma iota
Imma iota är en fjärilsart som beskrevs av Diakonoff 1948. Imma iota ingår i släktet Imma och familjen Immidae. Inga underarter finns listade i Catalogue of Life.